# Oh! What a Lovely War
Oh! What a Lovely War ist eine 1968 entstandene Musicalverfilmung über den Ersten Weltkrieg aus Großbritannien mit satirischen Seitenhieben. Unter der Regie des Schauspielers Richard Attenborough, der hier seinen Einstand als Filmregisseur gab, traten eine Fülle von hoch angesehenen, britischen Theater- und Filmstars in den Rollen der Vertreter des europäischen Hochadels und der handelnden Weltkriegsmilitärs vor die Kamera, darunter auch die drei Stützen des legendären Londoner Old Vic Theatres Sir John Gielgud, Sir Laurence Olivier und Sir Ralph Richardson. Der Film basiert auf dem gleichnamigen Bühnenmusical von Charles Chilton, das als Hörspiel The Long Long Trail im Dezember 1961 ausgestrahlt wurde und von Gerry Raffles in Zusammenarbeit mit Joan Littlewood 1963 zu einem Theaterstück verdichtet wurde.

## Handlung
Der gesamte Film ist angelegt wie eine große Kriegsrevue mit zu Beginn satirischen Untertönen und zeitgenössischen Musikeinlagen, die wie ein einziger allegorischer Kommentar auf die mörderischen Ereignisse der Jahre 1914–1918 wirkt. Die Zeitreise beginnt damit, wie die Staatslenker und ihre Generäle an einem Phantasieort einander begegnen und freundlich miteinander parlieren. Nachdem ein Fotograf dem österreichischen Thronfolger Erzherzog Franz Ferdinand und seiner Gattin Sophie zwei rote Mohnblumen – Symbole für das anstehende Blutvergießen und den Tod – überreicht hat, fertigt er von allen Beteiligten ein Gruppenfoto an. Der Blitz erhellt das Ensemble, und das Thronfolgerpaar ist tot.
Dieses Ereignis hat unvorhergesehen Folgen. Die einst guten Beziehungen zwischen den Anwesenden zerbrechen: Kaiser Franz-Joseph sieht sich nach einer Intrige seines Außenministers Graf Berchtold gezwungen, den Serben den Krieg zu erklären, Kaiser Wilhelm II. und Zar Nikolaus erweisen sich als unfähig, sich ihren kriegslüsternen Generälen und Strategen zu widersetzen. Nachdem Deutschland in Belgien einmarschiert ist, sieht England in Gestalt seines Außenministers Sir Edward Grey keine andere Möglichkeit mehr, als die Schutzmacht des überfallenen, neutralen Landes nunmehr seinerseits Deutschland den Krieg zu erklären. Schließlich wendet sich 1915 das Königreich Italien von der alten Allianz mit Deutschland und Österreich-Ungarn ab und der Entente zu, während das Osmanische Reich wiederum beschließt, an Deutschlands Seite zu kämpfen. Dies ist die internationale Ausgangslage.
Für den „kleinen Mann auf der Straße“ erscheint diese Ausgangslage anfänglich noch nicht dramatisch, der Krieg wirkt auf ihn wie ein unverhofftes Abenteuer. „Oh! What a Lovely War“ heißt es allenthalben. So auch für die englische Durchschnittsfamilie Smith, deren junge Männer Jack, Freddie, Harry und George bald eingezogen und an die Front, in die Schützengräben, geschickt werden. Doch Optimismus und Abenteuerlust muss bald Blut und Tränen weichen, und erste Zweifel über den Sinns eines solchen Völkerschlachtens kommen auf. Doch noch gibt es etwas zu singen und zu tanzen. Nachdem die Schlacht um Mons den Briten große Verluste eingebracht hat, versucht das Theaterpublikum nicht auch noch die Laune sterben zu lassen, und man stimmt frohgemut ein: „Are We Downhearted? No!“ („Sind wir niedergeschlagen? Nein!“). Chormädchen treten auf, und eine Music Hall-Entertainerin feuert die jungen Männer in Uniform an, mitzumachen und verspricht vieldeutig einen von ihnen am Samstag zu einem „wirklichen Mann“ zu machen. Doch schon bald darauf sieht die Realität anders aus, es heißt: „Abmarsch zum sterben!“. … Und die fröhliche Entertainerin erweist sich als Xanthippe. Derweil kommt es an Weihnachten 1914 an der belgischen Front zu einer denkwürdigen Begegnung: Deutsche Soldaten singen in Hörweite des Feindes deutsche Weihnachtslieder, die den Engländern gefallen. Auf schneeweißem Feld trifft man einander und tauscht, in einem Moment friedenssehnsüchtiger Verbrüderung, Nettigkeiten und Schnaps aus, ehe die ranghohen Militärs diesem friedfertigen „Spuk“ ein jähes Ende bereiten.
Der Krieg schreitet voran, und der Tod zieht ebenso gnaden- wie grenzenlos seine blutdurchtränkten Bahnen. Die Stimmung an der Heimatfront wird immer aufgeheizter. Die Suffragette und Friedensaktivistin Sylvia Pankhurst wettert vor einem ihr feindselig eingestellten Publikum gegen die Sinnlosigkeit des Krieges sui generis. Gellende Pfiffe treiben sie von ihrem Podium herab. Bald gehen zuhauf rote Mohnblumen an Soldaten, Zeichen für ihren nahen Massentod. Der Krieg hat nunmehr die Gesichter der im vergangenen Jahr noch hoffnungsfrohen und optimistischen Männer gezeichnet. Graue Gestalten mit zahlreichen Schussverletzungen paradieren, schwarzer Humor hat die Freude und die Lust nach Krieg als das angeblich „letzte große Abenteuer eines Mannes“ abgelöst. There's a Long, Long Trail a-Winding ist die Begleitmusik zu dieser neuen Finsternis. Und die roten Mohnblumen wollen nicht enden. Eine Sängerin stimmt das Lied The Moon Shines Bright on Charlie Chaplin ein, um die Stimmung wieder fröhlicher zu gestalten, doch schließlich ertönt von ihr das sehr viel wahrhaftigere Lied „Adieu la vie“. Währenddessen ergreifen die Briten erste Konsequenzen nach ihren militärischen Schlappen und ersetzen den glücklosen Feldmarschall French durch den General Haig. Als dieser mit stolzgeschwellter Brust und markigen Worten britische Soldaten inspiziert, spotten deren australische Kameraden darüber, in dem sie They were only playing Leapfrog („Sie haben nur Bockspringen gespielt“) zur Melodie von John Brown intonieren.
Auch von kirchlicher Seite wird nun dieser Krieg, der schon lange nicht mehr „lovely“ ist, hinterfragt. In einer heruntergekommenen Abtei, in der ein interreligiöser Gottesdienst abgehalten wird, erinnert ein Priester daran, dass alle Religionen diesen Krieg einst abgesegnet hätten, selbst der Dalai Lama. Das Kriegsjahr 1916 wird besonders verlustreich, für beide Seiten. Die Stimmung wird immer düsterer, begleitet von den Liedern The Bells of Hell Go Ting-a-ling-a-ling, If The Sergeant Steals Your Rum, Never Mind und Hanging on the Old Barbed Wire. Auch Soldat Harry Smith hat längst alle Hoffnung fahren lassen und gibt sich abgestumpft tiefgrauen Gedanken hin. Als die Amerikaner 1917 in den Krieg eintreten und massenweise frische Soldaten an die Front werfen, blitzt auf Entente-Seite wieder Hoffnung auf. Der Amerikaner unterbricht kurzerhand die Beratungen des britischen Generalstabs, und man singt das Lied Over There mit der leicht veränderten Schlusszeile, die gleichfalls nicht gerade Hoffnung aufkeimen lässt: „And we won't come back – we'll be buried over there!“ („Und wir werden nicht zurückkommen – wir werden dort drüben begraben werden!“). Jack Smith stellt mit Ekel fest, dass er nach drei Jahren unerbittlichen Kämpfens genau wieder dort angelangt ist, wo für ihn alles begann: in Mons.

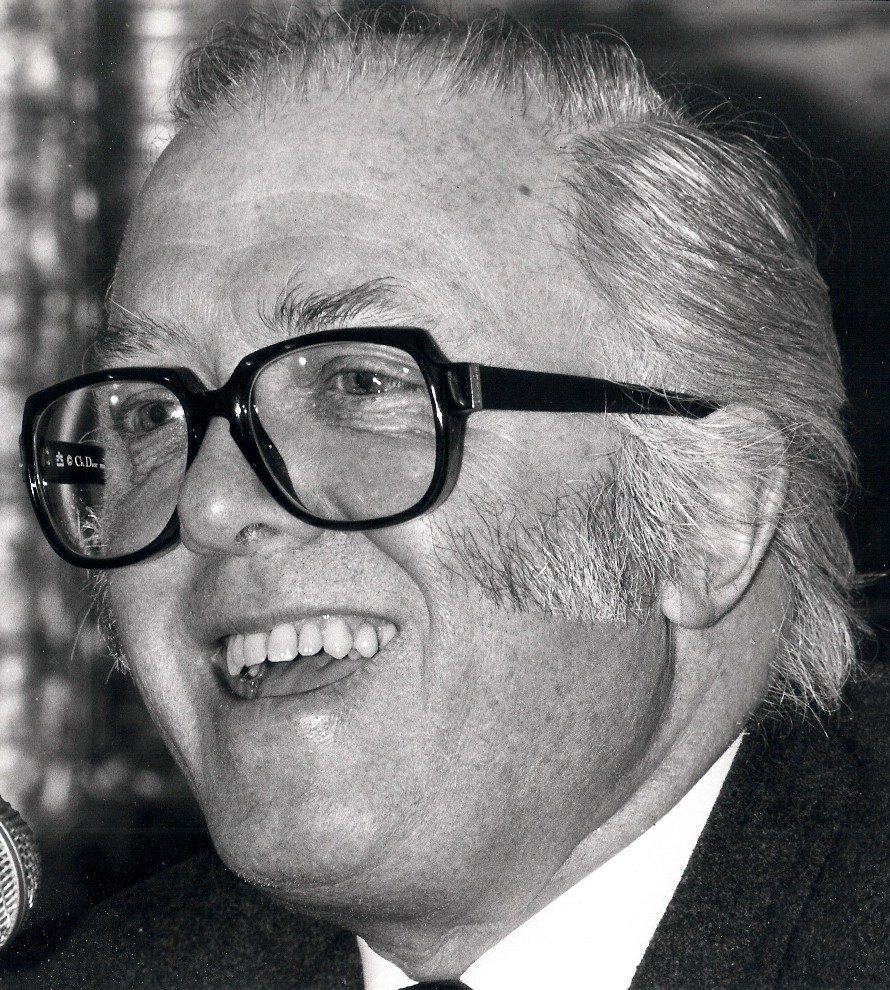
Richard Attenborough, der Regisseur des Films

Herbst 1918. Der Waffenstillstand naht, und ausgerechnet Jack fällt zuletzt. Wieder erweist sich ein roter Blutspritzer als eine Mohnblume. Jacks Geist wandert über die Schlachtfelder, und plötzlich findet er sich in demjenigen Saal wieder, in dem die Staatsmänner über die anstehende Friedensordnung in Europa beraten. Doch niemand nimmt seine Anwesenheit wahr. Schließlich findet er auf einem abgeschiedenen Berghang seine Kameraden, die scheinbar friedlich im Gras liegen. Doch sie sind genauso tot wie er und verwandeln sich schließlich in Kreuze. Von oben herab sieht man auf ein Meer von Gräbern, und aus den Stimmen der Toten ertönt das Lied We'll Never Tell Them („Wir werden es ihnen niemals erzählen“).

## Produktionsnotizen
Oh! What a Lovely War entstand im Sommer 1968 an mehreren Plätzen in Sussex, vor allem in und rund um Brighton. Die Uraufführung war, je nach Quelle, am 10. März oder 10. April 1969 in London; in Deutschland soll der Streifen angeblich sieben Jahre später angelaufen sein, eine exakte Erstaufführung ist jedoch nicht zu ermitteln.

## Auszeichnungen
Der Golden Globe ging 1969 an Gerry Turpin für die beste Kameraarbeit. Der BAFTA Film Award ging 1970 an Laurence Olivier für die beste Nebenrolle, an Don Ashton für die beste Filmarchitektur, für die beste Kameraarbeit an Gerry Turpi, an Anthony Mendleson für die besten Kostümentwürfe und an Don Challis und Simon Kaye für den besten Ton.

## Kritiken
Die Reaktionen der internationalen Kritik fielen eher verhalten und recht gemischt aus. Bemängelt wurde oft eine unklare Linie der Regie, ein ständiger Wechsel zwischen satirischen und blutig-realistischen Elementen und eine ermüdende Langeweile angesichts der Länge des Streifens. Nachfolgend ein paar Beispiele:
- Leonard Maltin fand im Movie & Video Guide, dass der Film „schön gestaltet“ und „unbändig filmisch“ sei, aber auch „zu langatmig, um einen Anti-Kriegs-Eindruck zu hinterlassen“.[1]
- Halliwell‘s Film Guide wiederum meinte, der Streifen sei „ein All-Star-Versuch, der nur als Flickwerk glückt“ und „das Stück nur funktioniere, wenn es filmisch werde“. Fazit: bei Oh! What a Lovely War gebe es „viel Freude, aber auch ebenso viele Gähner“.[2]
- In The New Yorker konnte man 1977 lesen, dass diese „musikalische Verhöhnung dazu da ist, die eigenen Gefühle anzuregen, Nostalgie wachzurufen und einen auf die Obszönität der Schlachten und des Blutvergießens reagieren zu lassen“.
- Der Filmdienst sah in Oh! What a Lovely War eine „satirische[n] Theaterrevue, die in der Form eines Soldatenliedermusicals den britischen Beitrag im Ersten Weltkrieg episodenhaft teils als kabarettistischen Jahrmarktsrummel, teils als realistisches Frontgeschehen inszeniert“.[3]